# Plesiolampadidae
De Plesiolampadidae zijn een familie van uitgestorven zee-egels (Echinoidea) uit de orde Clypeasteroida.

## Geslachten
- Eolampas Duncan & Sladen, 1882 †
- Oriolampas Munier-Chalmas, 1882 †
- Plesiolampas Duncan & Sladen, 1882 †
- Pseudopygaulus Coquand, 1862 †
- Termieria Lambert, 1931 †